# Имплозивная терапия (психология)
Имплози́вная терапи́я — одна из форм поведенческой психотерапии, используется при фобиях и тревожном расстройстве, включая ПТСР. Сущность лечения состоит в намеренном погружении пациента в травмирующие воспоминания с целью реинтеграции подавленных эмоций. Его подвергают конфронтации с максимально неприятным стимулом, и, соответственно, он должен пережить максимально выраженную реакцию страха, гнева и т. д. «Погружение» производится на достаточно длительное время (от 30 минут до часа), до тех пор, пока по мере привыкания к ситуации, неприятное ощущение не исчезнет. При этом пациент и терапевт не должны использовать какие-либо приёмы (такие, как отвлечение или самоуспокоение), которые могли бы уменьшить неприятные ощущения. Метод погружения в воображении обычно используется для терапии тревожных расстройств, фобий, навязчивых состояний и посттравматического синдрома. Имплозивные методики используются главным образом в поведенческой психотерапии и когнитивно-поведенческой психотерапии. Имплозивная терапия имеет определённое сходство с методом систематической десенсибилизации. Её отличие от систематической десенсибилизации заключается в том, что при имплозии пациенту предлагается войти в контакт с пугающей ситуацией без предварительного обучения техникам релаксации.
Существует три вида имплозивной терапии: в воображении (in sensu), в реальности (in vivo) и виртуальные методики. Обычно в терапевтической практике сначала используется погружение в воображении или виртуальное погружение, и лишь затем погружение в реальную ситуацию.
Хотя в большинстве случаев имплозия используется для избавления от страха, возможны и другие применения этого метода, например, для уменьшения гнева в раздражающих ситуациях, или от избавления от вредных привычек (например, курильщик заставляет себя непрерывно выкуривать сигарету за сигаретой, пока сам вид сигареты или даже мысль о ней не начнёт вызывать отвращение).

## История
Метод имплозивной терапии был создан американским психологом Томасом Стэмпфлом (Thomas Stampfl) в 1961 году. Термин «флудинг» (англ. flooding — наводнение) впервые был использован Полином (Polin A.T.) в 1980 году
Теоретической базой имплозивной терапии является бихевиоризм. Имплозивные методики основаны на двух феноменах:
1. Феномен угасания условных рефлексов (идея И. П. Павлова): если стимул (пугающая ситуация) не сопровождается ожидаемыми последствиями (пациент не подвергается реальной опасности), то условный рефлекс (в данном случае, страх) постепенно угасает.
2. Феномен привыкания: наблюдения показали, что если индивид долгое время находится в пугающей ситуации, то сначала его страх становится все более интенсивным, но затем, если стресс продолжается достаточно долго, то индивид постепенно привыкает к нему, и страх проходит. В дальнейшем индивид осознает, что он способен обрести хладнокровие в стрессовой ситуации, и подобные ситуации вызывают у него все меньший страх[3].

А. Лазарус (2000) описывает случай терапии, когда пациента больницы, боящегося заразиться полнотой вследствие телесного контакта с полными людьми, помещают (с его согласия) в палату с очень полными пациентами, которые неизбежно будут к нему прикасаться. Спустя некоторое время страх телесного контакта с полными людьми исчез.

## Схема проведения имплозивной терапии
Прежде всего пациент составляет иерархический список ситуаций, которые вызывают у него страх, начиная с самой легкой из подобных ситуаций. Затем терапевт применяет технику погружения (в воображении или в реальности), начиная с самой легкой для пациента ситуации. Сеанс продолжается до тех пор, пока страх пациента не уменьшится как минимум на 50 %. При этом пациент не должен пытаться уменьшить тревожность с помощью каких-либо приемов (таких, как, например, отвлечение или релаксация), поскольку он должен научится переносить эту тревожность. Переход к более трудной ситуации производится лишь после того, как пациент научился оставаться спокойным в более легкой ситуации. В случае, если даже самая легкая ситуация вызывает у пациента невыносимый страх, терапевт может предварительно применить технику систематической десенсибилизации (то есть погружение с предварительным обучением методам релаксации).

## Применение «имплозии» для терапии панических атак
Одной из специфических техник имплозивной терапии является выработка привыкания к симптомам панической атаки. Известно, что приступ панической атаки развивается по принципу «порочного круга» : стрессовая ситуация вызывает неприятные симптомы (сердцебиение, удушье, головокружение, и т.д.), которые в свою очередь вызывают у пациента интенсивный страх и тем самым усиливают стрессовую реакцию. По этой причине необходимо выработать у пациента спокойное отношение к симптомам панической атаки, что постепенно приведет к снижению интенсивности панических приступов, или даже к их полному исчезновению.

## Преимущества и ограничения имплозивной терапии
Преимуществом имплозивного метода является быстрота достижения результата. Для устранения страха часто бывает достаточно двух-трех сеансов имплозии. Но поскольку процедура может быть достаточно неприятной для пациента, к имплозивной терапии достаточно жесткие требования. В первую очередь, пациент должен принять решение об участии в имплозивной терапии абсолютно добровольно и осознанно, на основе полной и достоверной информации о сути метода и его эффектах. По этой причине имплозивные методы терапии страхов практически никогда не применяют к детям. Существуют также определенные требования к уровню физического здоровья пациента, поскольку имплозия создает достаточно высокие физиологические нагрузки. Имплозию обычно не применяют к тревожным личностям. Клиенту предоставляют право прекратить процедуру в любой момент и заранее оговаривают знак, по которому имплозия будет прекращена. Идеальный клиент для имплозивной терапии — взрослый здоровый клиент, достаточно смелый и ответственный, единичный страх которого возник в результате одиночного стрессового события. Применение этой техники требует от клиента очень большой мотивированности и довольно высокой стрессоустойчивости.